# 十市社
十市 社（とおちの やしろ、1978年 - ）は、日本の小説家。

## 経歴・人物
愛知県生まれ、中京大学卒業。
2013年2月、電子書籍の出版を支援するサービス、Kindleダイレクト・パブリッシング（KDP）を利用して、『ゴースト≠ノイズ（リダクション）』のオリジナル版（上下巻）を発売する。Kindleで同書を読んだ東京創元社の編集者が、「この作品を電子書籍端末を持っていない人も読んでほしい」と思い、紙の書籍化をオファーし、加筆修正の後、2014年1月、同社より「エディターズ・チョイス！」の第1回刊行作品として刊行され、小説家デビューを果たす。電子書籍から生まれた紙の書籍作品としては、藤井太洋『Gene Mapper -full build-』（早川書房）、梅原涼『お前たちの中に鬼がいる』（主婦の友社）があり、『ゴースト≠ノイズ（リダクション）』はそれに続く稀な例である。

## 作品リスト

### 単行本
- ゴースト≠ノイズ（リダクション）（2014年1月 東京創元社 ミステリ・フロンティア / 2016年5月 創元推理文庫）[3][4]
- 滑らかな虹（2017年8月 東京創元社 ミステリ・フロンティア【上・下】 / 2022年9月 創元文芸文庫【上・下】）
- 亜シンメトリー（2021年3月 新潮社）
  - 収録作品：枯葉に始まり / 薄月の夜に / 三和音 / 亜シンメトリー

### 雑誌掲載作品
小説
- 「薄月の夜に」 - 『yom yom』2018年12月号 掲載
- 「枯葉に始まり」 - 『yom yom』2019年10月号 掲載
- 「三和音」 - 『yom yom』2020年8月号 掲載

エッセイ
- 「特別料理」 - 『小説すばる』2014年9月号 掲載
- 「インデックス化と見えない最終回」 - 『メフィスト』2015年 VOL.1 掲載
- 「ある夜に」 - 『小説すばる』2018年4月号 掲載

### 電子書籍
- ゴースト≠ノイズ（リダクション）（2013年2月 Kindle【上・下】）

## 鼎談他
- セルフパブリッシングで「本」を出す（『ミステリーズ！』vol.63 FEBRUARY 2014）[5]
  - 鼎談 藤井太洋・梅原涼・十市社